# إغناز غونتر
إغناز غونتر (بالألمانية: Ignaz Günther) هو نحات ألماني، ولد في 22 نوفمبر 1725 في التمانستين ‏ في ألمانيا، وتوفي في 27 يونيو 1775 في ميونخ في ألمانيا.

## وصلات خارجية
- إغناز غونتر على موقع الموسوعة البريطانية (الإنجليزية)